# Ikono
Ikono es una localidad del estado de Akwa Ibom, en Nigeria

## Población
Tiene una población estimada en marzo de 2016 de 185 000 habitantes.

## Ubicación
Se encuentra ubicada al sureste del país, en la zona del delta del Níger, junto a la costa del golfo de Guinea y la frontera con Camerún.